# Muhi András
Muhi András (Budapest, 1956. április 6. –) Balázs Béla-díjas magyar filmproducer, filmrendező, az Inforg Stúdió alapító tagja. Széles körű produceri munkássága kiterjed a kis- és nagyjátékfilmek mellett az animációs és a dokumentumfilmekre is.

## Élete
1980-ban diplomázott az ELTE Állam- és Jogtudományi Karán. A Csepel Acél- és Fémművek jogi tanácsadója 1980 és 1993 között, 2000-ben megalapította az Inforg Stúdiót, ahol producerként és vezetőként dolgozott. Az Inforg Stúdió első rövidfilmjei az Aranymadár és az uristen@menny.hu díjakat nyertek a 31. Magyar Filmszemlén, és a Stúdió az elmúlt 13 évben végig a magyar kortárs filmes szcéna hangadó résztvevője maradt.
1989-ben megalapította az Inforg Stúdiót Hartai Lászlóval és Muhi Klárával közösen, amelynek azóta is vezető producere.
Az alapítás óta a stúdió 20 játékfilmet, 100 rövidfilmet, 80 dokumentumfilmet és 10 animációs filmet készített és vett részt azok készítésében. Közülük sok film gyakori résztvevője és nyertese rangos nemzetközi filmfesztiváloknak (Cannes, Berlin, Varsó, Rotterdam, Karlovy Vary, Locarno, Sanghaj, Amszterdam, Toronto, Chicago stb.) minden műfajban. Fliegauf Bence „Csak a szél” című filmje például Ezüst Medve díjat nyert a Berlini Nemzetközi Filmfesztiválon, valamint a „Before Dawn ” című film az Európai Filmakadémián a legjobb rövidfilmért járó díjat nyerte el.

## Válogatott filmográfia

### Producerként

#### Nagyjátékfilm
- Átjáróház (2022)
- A feleségem története (2021)
- X – A rendszerből törölve (2018)
- Testről és lélekről (2017)
- Aglaja  (2012)
- Csak a szél (2011)
- Womb – Méh (2010)
- A sírásó (2010)
- Tejút (2008)
- Bahrtalo! Jó szerencsét! (2008)
- A nyomozó (2008)
- Pánik (2008)
- A világ nagy és a megváltás a sarkon túl ólálkodik (2008)
- A barátkozás lehetőségei (2007)
- Herminamező (2006)
- Fekete kefe (2005)
- A fény ösvényei (2005)
- Dealer (2004)
- Rengeteg (2003)
- Libiomfi (2003)

#### Kisjátékfilm
- Van egy határ (2017)
- YES (2013)
- Álmodó (2011)
- Milza  (2011)
- Végtelen percek (2011)
- Kilenc vágás (2011)
- Itt vagyok (2010)
- Balansz (2009)
- Átváltozás (2009)
- 1Kávé (2009)
- The Counterpart (2009)
- Első szerelem (2008)
- Farkasember (2008)
- Kakukk (2008)
- Türelem (2007)
- uristen@menny.hu (2000)

#### Animációs film
- Sírós család (2010)
- Budapesti mese (2010)
- Mátyás, Mátyás (2009)
- Mozzzart (2008)
- Egypercesek (2007)
- Magányos cédrus (2004)

#### Dokumentumfilm
- Aczél (2009)
- Apacsavar (2009)
- Ez az élet (2009)
- Omori asszonyok (2009)
- Csillogás (2008)
- Falusi románc – meleg szerelem (2007)
- Koreszmék és táborok (2007)
- Szemünk fénye (2007)

### Rendezőként
- Koko (1998)
- Nemzedékek (1998)
- Közelképben az operatőr: Zsigmond Vilmos (1995)
- Cassavetes(1995)
- Négy, hat, nyolc (1989)

## Díjai
- 33. Magyar Filmszemle – produceri díj (2002)
- 34. Magyar Filmszemle – produceri díj (2003)
- Árvai Jolán-díj – oklevél (2003)
- Toleranciadíj (2003)
- Filmkritikusok produceri díja (2004)
- 36. Magyar Filmszemle – produceri díj (2005)
- Balázs Béla-díj (2005)
- 3. BUSHO Nemzetközi Filmfesztivál – produceri díj (2006)
- Amaryllis-díj (2007)
- Fehér György-díj (2012)
- Magyar Filmkritikusok Díja – Árvai Jolán-díj (2023)